# Assassin's Creed Unity
Assassin's Creed Unity és un videojoc de ficció històrica desenvolupat per Ubisoft. Va sortir a la venda a Amèrica del Nord el dia 11 de novembre de 2014 i a Europa el dia 13 de novembre. És el primer joc de la saga exclusiu de la "Nextgen", i el primer a introduir el mode multijugador. És el setè videojoc de la saga Assassin's Creed.

## Història
Està basada en la revolució francesa de París al segle xviii. En aquest videojoc controles a Arno Dorian, un habitant de França nascut a Versalles adoptat per una família de l'orde dels templers. Es converteix en un assassí per a venjar la mort del seu pare i del pare de la seva amiga Elise de la Serre, amb qui té una relació romàntica.

## Desenvolupament
El desenvolupament va començar poc després de finalitzar Assassin's Creed: Brotherhood el 2010. El 19 de març de 2014 es filtrà el títol del joc anomenat Unity, mostrant un nou membre de l'Ordre dels Assassins a París, França. El joc estarà ambientat durant la Revolució Francesa i el personatge és un assassí de nom Arno. Poc després, el 21 de març, Ubisoft va anunciar de manera oficial Assassin 's Creed: Unity per a les consoles de nova generació: PlayStation 4, Xbox One i PC. Encara que es va confirmar que Ubisoft Montreal és el principal desenvolupador de Unity, altres estudis d'Ubisoft han contribuït al desenvolupament com: Ubisoft Toronto, Ubisoft Kíev, Ubisoft Singapore, Ubisoft Xangai, Ubisoft Annecy, Ubisoft Montpeller, Ubisoft Bucarest, Ubisoft Quebec i Ubisoft Chengdu.